# هدون، کمبریج‌شر
هدون (به انگلیسی: Haddon) یک روستا و محله مدنی در بریتانیا است که در هانتینگدونشر واقع شده‌است.